# Illinois State Route 99
Die Illinois State Route 99 (kurz IL 99) ist eine State Route im US-Bundesstaat Illinois, die in Nord-Süd-Richtung verläuft.
Die State Route beginnt an der Illinois State Route 104 bei Meredosia und endet nach 52 Kilometern nahe Brooklyn an der Illinois State Route 101. In Mount Sterling trifft sie auf den U.S. Highway 24 und die Illinois State Route 107.